# Gamelan Gong Kebyar
Gamelan Gong Kebyar ist einer der bedeutendsten zeitgenössischen Musikstile Balis. Er unterscheidet sich von anderen Gamelanstilen durch schnelle Tempowechsel, Änderung der Dynamik und den emotionalen Gehalt. Das Wort kebyar deutet vermutlich darauf hin, denn es bedeutet etwa „plötzlich aufflackern“, „aufplatzen“. Dasselbe trifft für den Tanzstil kebyar zu.

## Entstehung
Gong kebyar entstand Anfang des 20. Jahrhunderts in einer Zeit der politischen Unruhen, als die bisherige Herrschaft der Rajas endete und die Niederländer ihre Kolonialherrschaft gewaltsam über die Insel ausdehnten. Ein Ausdruck hiervon sind die ritualisierten Massenselbsttötungen Puputan. Der Name gamelan gong kebyar wurde 1915 erstmals verwendet. Der in Nordbali entstandene kebyar verdrängte bald den gong gede in seiner Position als vorherrschende Form des Gamelan auch im Süden der Insel. Damit einhergehend verschwanden in den kommenden zwei Jahrzehnten an den langsameren gong gede gebundene Formen des Tanzes ganz oder passten sich an den beschleunigten und dynamischeren Stil des kebyar an.

## Spielweise
Das Instrumentarium des gong kebyar basiert im Wesentlichen auf dem großen höfischen Orchester gong gede. Einzelne Musikinstrumente wurden durch andere mit größerer Beweglichkeit und größerem Tonraum ersetzt, so dass ein virtuoseres Spiel möglich wird. Das Orchester spielt neue Kompositionen und alte in neuem Stil. Die Tonskala besteht aus fünf Tönen der siebenstufigen Pélog-Skala.
Die Musikinstrumente des Ensembles sind:
- Metallophone mit Holzkasten: gangsa (kantilan, pemade, ugal, calung, jegogan, penyacah)
- Kesselgongspiele: trompong, reyong
- Gongs: kempli, kempur, gong gede
- Kendang: eine mit den Händen geschlagene Doppelfelltrommel
- Cengceng: kleine gebuckelte Becken
- Rebab: Spießlaute
- Suling: Bambusflöte